# Naturschutzgebiet Heerener Holz
Das Naturschutzgebiet Heerener Holz liegt im Kreis Unna in Nordrhein-Westfalen. Das etwa 66 ha große Gebiet, das im Jahr 1992 unter Naturschutz gestellt wurde, erstreckt sich südöstlich der Kernstadt Kamen, direkt am westlichen Ortsrand des Kamener Stadtteils Heeren-Werve. Westlich des Gebietes verläuft die A 1 und nordwestlich liegt das Kamener Kreuz.
Die Unterschutzstellung erfolgt 
- zur Erhaltung, Entwicklung und Wiederherstellung von Lebensgemeinschaften und Biotopen/Lebensstätten bestimmter wildlebender Tier- und Pflanzenarten. Als Biotope bzw. Lebensgemeinschaften gelten hier insbesondere artenarme Eichen-Hainbuchenwälder, artenreiche Eichen-Hainbuchenwälder, Bestände aus Erlen-Eschenwäldern bzw. Eschen-Auenwäldern, Altholzbestände, Waldrandbereiche, stehendes und liegendes Totholz, ausgeprägte Kraut- und Strauchschicht, naturnaher Bachabschnitt, temporär wasserführende Gräben und Mulden
- aus wissenschaftlichen Gründen